# Giuseppe Leone
Giuseppe Leone, né le 5 mai 2001 à Turin en Italie, est un footballeur italien, qui évolue au poste de milieu défensif à la Juventus.

## Biographie

### En équipe nationale
Avec les moins de 17 ans, il participe au championnat d'Europe des moins de 17 ans en 2018. Lors de cette compétition organisée en Angleterre, il joue six matchs, tous en tant que titulaire. Il participe à la finale perdue face aux Pays-Bas après une séance de tirs au but.

## Style de jeu
Le poste de prédilection de Giuseppe Leone est milieu défensif. Il est décrit comme ayant une bonne vision du jeu, un très bon pied droit, une capacité à garder le ballon sous pression et à le ressortir proprement. Des qualités qui ont amené à la comparaison avec la légende Andrea Pirlo, ancien joueur de la Juventus, du Milan AC et de l'équipe d'Italie. Une comparaison partagée par Tullio Tinti, l'agent de Pirlo.

## Palmarès
Italie -17 ans
- Finaliste du championnat d'Europe des moins de 17 ans
  - 2018.